# ChatZilla
ChatZilla je multiplatformní IRC klient napsaný na platformě Mozilla. Je znám zejména díky své integraci s balíkem webových aplikací Mozilla Suite a později SeaMonkey. Později byl k dispozici i jako samostatné rozšíření pro Mozilla Firefox nebo samostatně na běhovém prostředí XULRunner. Podporuje možnost připojení k více IRC serverům, SSL či UTF-8. Od roku 2017, kdy vyšel Firefox 57, byla ChatZilla prakticky neudržovaná až do roku 2021, kdy je opět sloučena s balíkem SeaMonkey.